# Bandar Murcaayo
Bandar Murcaayo (ook: Bender Meraio, Bender Merhagno, Mur‘ányo, Murcanyo) is een kustplaatsje in het district Alula in de regio Bari in Puntland, in Noord-Somalië. Het ligt aan de Golf van Aden, vlak bij de monding van de Wadi Haqeyn (Uadi Haghen).
Bandar Murcaayo ligt hemelsbreed 44,8 km ten zuidwesten van de districtshoofdstad Alula. Plaatsen in de buurt, waarmee Bandar Murcaayo via een onverharde weg is verbonden, zijn Geesaley (8 km noordelijker langs de kust); Xabo (13,2 km noordelijker langs de kust) en Dhurbo (13 km in westelijke richting langs de kust). Het achterland van Bandar Murcaayo is zeer aride en vrijwel onbewoond; direct achter het dorp rijst het kale Dhaxsi-gebergte (Buuraha Dhaxsi) op tot een hoogte van 1452 m.
Bandar Murcaayo heeft geen haven; bootjes worden op het strand getrokken. Het plaatsje heeft een lagere school en een relatief nieuwe moskee.
De huizen liggen in een ongeordende cluster bij elkaar langs de kust; van straatjes o.i.d. is geen sprake.
In 2012 kreeg het dorp medische hulp van het Nederlandse marineschip Zr. Ms. Rotterdam, dat in de wateren rond Somalië betrokken was bij antipiraterij-operatie Ocean Shield. Op 15 april 2014 werden een aantal dorpsoudsten uitgenodigd om aan boord te komen van de Zr. Ms. Evertsen, eveneens betrokken bij Ocean Shield. Doel van die bijeenkomst was om een 'open communicatielijn' tot stand te brengen en om lokale leiders ervan te overtuigen dat ook zij een rol spelen bij de bestrijding van piraterij door zulke activiteiten aan te geven en de jongeren in hun dorp te overtuigen van de nadelen van deze manier van kostwinning.
Garsa. Op diverse kaarten wordt het dorp Garsa (ook Ghersa) aangegeven aan de kust ca. 4 km ten noorden van Bandar Murcaayo. Dit dorp lijkt evenwel verlaten. Op Google Maps zijn nog vaag een aantal fundamenten van gebouwtjes zichtbaar; op Bing Maps is vrijwel niets meer te zien.
Klimaat: Bandar Murcaayo heeft een woestijnklimaat; er valt vrijwel geen neerslag, slechts ca. 15 mm per jaar met een klein 'piekje' in november van 7 mm, ca. de helft van de jaarlijkse hoeveelheid. De neerslag kan overigens van jaar tot jaar sterk fluctueren. De gemiddelde jaartemperatuur bedraagt 27,8 °C. De warmste maand is juni, gemiddeld 31,2 °C; de koelste maand is februari, gemiddeld 24,8 °C.